# Vitt brus (roman)
För filmen från 2022 se Vitt brus (film).

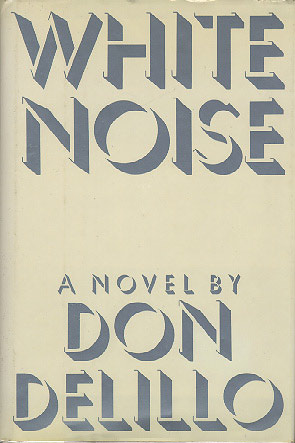
Engelska omslaget till Vitt brus.

Vitt Brus (engelska: White Noise) är en roman av den amerikanske författaren Don DeLillo. Den publicerades i USA 1985 och tilldelades samma år National Book Award.
Den svenska översättningen av Thomas Preis kom ut 1986, ISBN 91-46-15090-0.

## Handling
Boken kan beskrivas som en humoristisk samtidsskildring. Huvudperson är Jack Gladney, föreståndare för Hitler-institutionen vid ett universitet i USA. Han lever med sin fru Babette och tre överintelligenta barn. En dag inträffar en "luftburen toxisk incident". Ett farligt kemiskt ämne har släppts ut och undantagstillstånd utlyses. Samhället där familjen bor utryms och alla samlas vid ett säkert område utanför staden. Samtidigt som Jack och hans fru diskuterar vem som är angelägnast om att dö före den andra, föreläser deras 14-årige son för allmänheten om riskerna med den nyligen utsläppta substansen. Jack har råkat inandas ämnet och en myndighetsanställd, som hjälper till i krissituationen för att öva inför en krissimulering som är del av hans utbildning, meddelar att läget är kritiskt.